# Jerzy Drozdowski
Jerzy Drozdowski (ur. 9 maja 1894 w Krakowie, zm. 8 lutego 1970 tamże) – lekarz stomatolog, asystent Instytutu Stomatologicznego UJ.

## Życiorys
W 1927 rozpoczął pracę naukową i dydaktyczną na stanowisku starszego asystenta prof. Wincentego Łepkowskiego w Instytucie Stomatologicznym UJ. Prowadził wykłady z chirurgii stomatologicznej oraz z innych działów stomatologii dla studentów medycyny aż do wybuchu wojny w roku 1939. Był współorganizatorem w 1927 Krakowskiego Ochotniczego Towarzystwa Ratunkowego.
Aresztowany 6 listopada 1939 podczas Sonderaktion Krakau, po zwolnieniu 8 lutego 1940 z obozu Sachsenhausen organizator tajnych kompletów nauczania, udostępnił także swoje mieszkanie na tajne wykłady Wydziału Lekarskiego UJ.
Po wojnie od 1945 był kierownikiem Katedry Chirurgii Stomatologicznej do 1954, kiedy to został zwolniony ze stanowiska pod zarzutem klerykalizmu. W 1959 przeprowadzono rehabilitację Jerzego Drozdowskiego, przeproszono go za krzywdy oraz przywrócono na stanowisko kierownika Zakładu. W 1964 ukończył przewód habilitacyjny w Akademii Medycznej we Wrocławiu. W okresie powojennym prof. Drozdowski był najpierw sekretarzem, później przez kilka kadencji prezesem Towarzystwa Stomatologów Polskich w Krakowie. Pracował również aktywnie w Arcybractwie Miłosierdzia, kierując komisją przydzielania lekarstw.
W 1969 otrzymał Złotą Odznakę „Za Pracę Społeczną dla miasta Krakowa”.
Zmarł w Krakowie, pochowany 12 lutego 1970 na cmentarzu Rakowickim (kwatera PAS 6-wsch-7 po prawej Chłopickich).

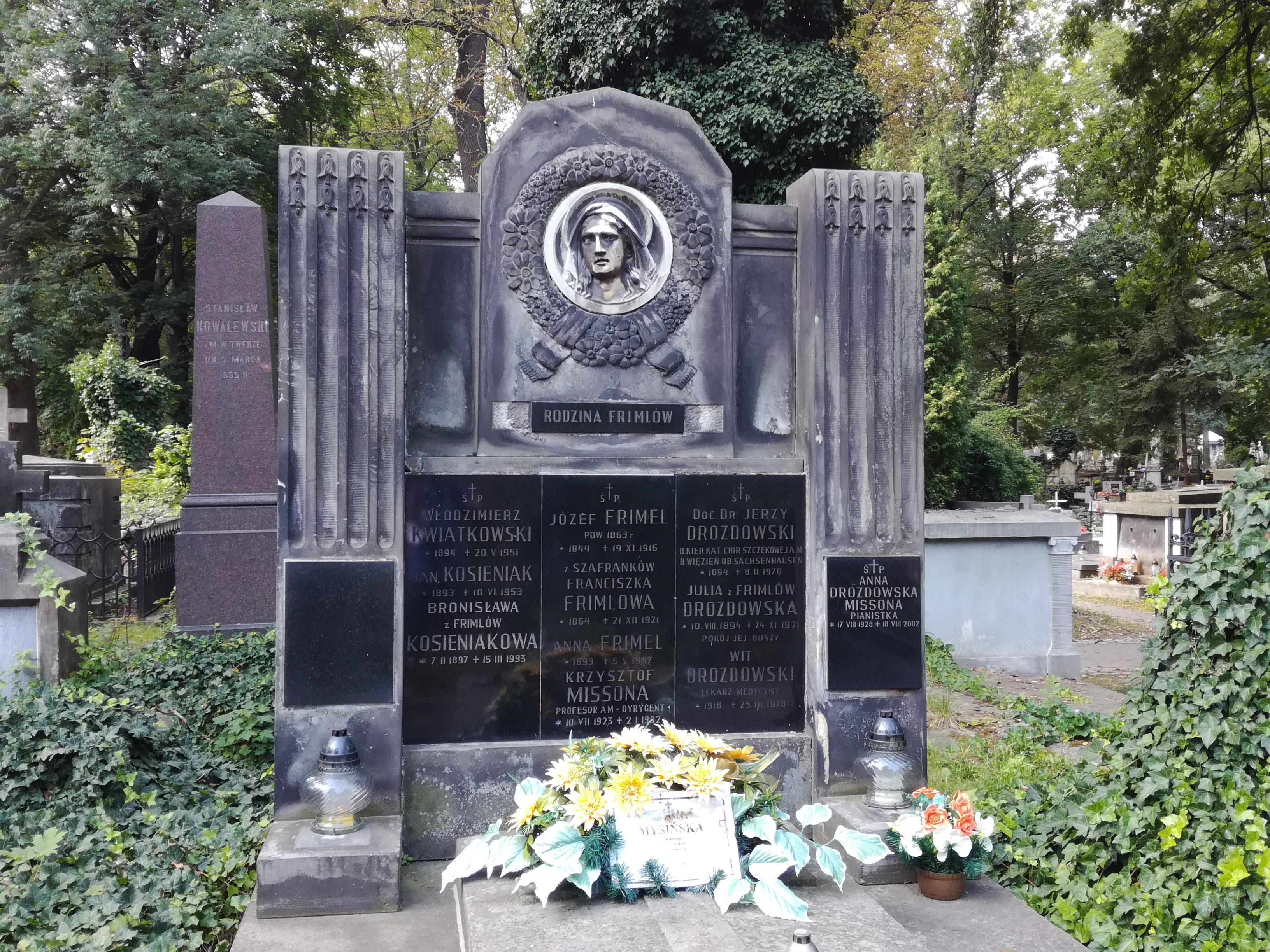
Grób Jerzego Drozdowskiego na cmentarzu Rakowickim